# Echte Birnschnecke
Die Echte Birnschnecke, Birn-Wirbelschnecke oder Hinduglocke (Turbinella pyrum, Syn.: Xancus pyrum) ist eine Schnecke aus der Familie der Turbinellidae (Gattung Turbinella), die im Indischen Ozean verbreitet ist. Sie ernährt sich vor allem von Polychaeten.

## Merkmale
Das große, sehr dicke, birnförmige Schneckenhaus von Turbinella pyrum, das bei ausgewachsenen Schnecken im Golf von Mannar eine Länge von etwa 8 bis 29 cm erreicht, hat ein sehr breites, niedriges Gewinde, das in einen schmalen, warzigen Stachel am Wirbel endet. Die sechs bis sieben Umgänge sind zunächst klein und glatt, nehmen dann aber rasch zu und sind abgeflacht. Sie sind mit sehr feinen Linien umzogenen. Die einfache Naht ist unregelmäßig wellenförmig. Der sehr bauchige Körperumgang ist oben dachförmig abgeflacht, fast stumpf kantig und kaum sichtbar knotig im kantigen Bereich, im oberen Bereich konzentrisch gestreift. Die Furchen werden von unregelmäßigen, an den Anwachsstreifen beginnenden Querstreifen und Furchen gekreuzt. Die längliche Gehäusemündung hat einen geschweiften, bei alten Schnecken dicken und abgerundeten Rand und läuft in einen annähernd gleich langen, offenen, gestreiften Siphonalkanal aus. Die Columella ist konkav und hat vier schiefe Falten. Die innere Lippe ist hier bei jungen Schnecken nur verdickt, bei älteren sehr breit. Es gibt eine längere Nabelritze. Das Gehäuse ist blass braungelb gefärbt, im oberen Teil des Körperumgangs elfenbeingelb und unten dunkler, die Mündung gelblich fleischfarben und innen weiß. Die Wölbung ist mit einer oder mehreren Reihen kleiner, manchmal nur punktförmiger, meist jedoch größerer fast viereckiger braunroter Flecken überzogen, die sich seltener über den ganzen Umgang erstrecken.

## Verbreitung
Die Echte Birnschnecke ist im Indischen Ozean an den Küsten Indiens und Sri Lankas heimisch. Sie ist hauptsächlich im Golf von Mannar und der Palkstraße zu finden, zerstreut auch im Golf von Bengalen bis nach Nellore (Andhra Pradesh), westlich (Arabisches Meer) an der Küste Keralas (Malabarküste) und in isolierten Vorkommen vor Kathiawar (Gujarat).

## Lebensraum
Die Echte Birnschnecke lebt auf feinem Sand mit einem mäßigen Anteil an Schlamm, wo Röhren bewohnende Polychaeten – insbesondere aus der Familie Terebellidae, die ihre Hauptnahrung bilden – in großer Zahl leben. Sie ist vor allem in Tiefen ab 10 m bis mindestens 27 m zu finden. Nur selten tritt sie in flacherem Wasser auf.

## Nahrung
Neben Resten von Polychaeten sind im Darm von Turbinella pyrum auch Algen gefunden worden. In Gefangenschaft frisst die Schnecke außer Polychaeten auch angebotene lebende Regenwürmer und Muscheln (Donax cuneatus, Donax faba).

## Lebenszyklus
Wie andere Neuschnecken ist Turbinella pyrum getrenntgeschlechtlich, wobei die Weibchen bis zu anderthalbmal so groß wie die Männchen sind. Die Hauptpaarungszeit ist von Januar bis März mit einem Schwerpunkt von Ende Januar bis Mitte Februar. Das Männchen begattet das Weibchen mit seinem Penis. Oft wird ein Weibchen von mehreren Männchen belagert. Bei Untersuchungen im Golf von Mannar waren die Gehäuse kopulierender Männchen 5,3 bis 5,7 cm lang und die der Weibchen 7 bis 8 cm. Die Vereinigung hält oft an, bis die erste Eikapsel gelegt wird. Die Kapseln sind zunächst weich und geschmeidig und werden beim Kontakt mit dem Meerwasser gelb. Ein Gelege ist etwa 25 bis 31 cm hoch und umfasst etwa 28 bis 34 Kapseln. Es ähnelt in der Form einem Widderhorn. Die Entwicklung zur fertigen Schnecke läuft in Gänze innerhalb der Eikapseln ab. Ein Gelege bringt etwa 200 bis 250 Jungtiere hervor, die beim Schlupf bis zu 15 mm lange Gehäuse haben können. Bei einer Temperatur von 30,7 °C schlüpfen nach 32 bis 35 Tagen junge Schnecken mit einer Gehäuselänge von etwa 9 mm und einer Körpermasse von etwa 0,14 g. Sie beginnen sofort nach Schlupf, kleine Polychaeten zu fressen. Nach einem Jahr im Aquarium bei guter Fütterung erreichen sie 6,2 cm Gehäuselänge und 32 g Körpermasse.

## Feinde
Abgesehen vom Menschen sind Bohrschwämme (Gattung Cliona) sehr wichtige Feinde der Echten Birnschnecke. Wächst ein Bohrschwamm auf einem Schneckenhaus, bildet er Gänge, in denen er lebt, und löst so allmählich den Kalk auf. Im fortgeschrittenen Stadium entstehen Löcher, die zum Tod der nun ungeschützten Schnecke führen.

## Bedeutung für den Menschen

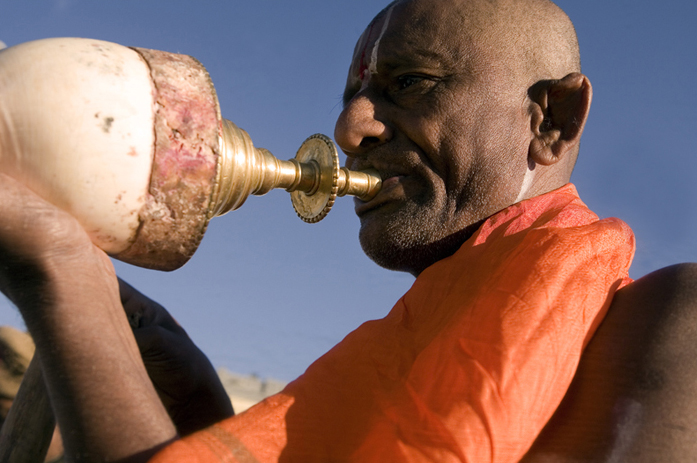
Ein Hindupriester bläst ein Shankha-Schneckenhorn

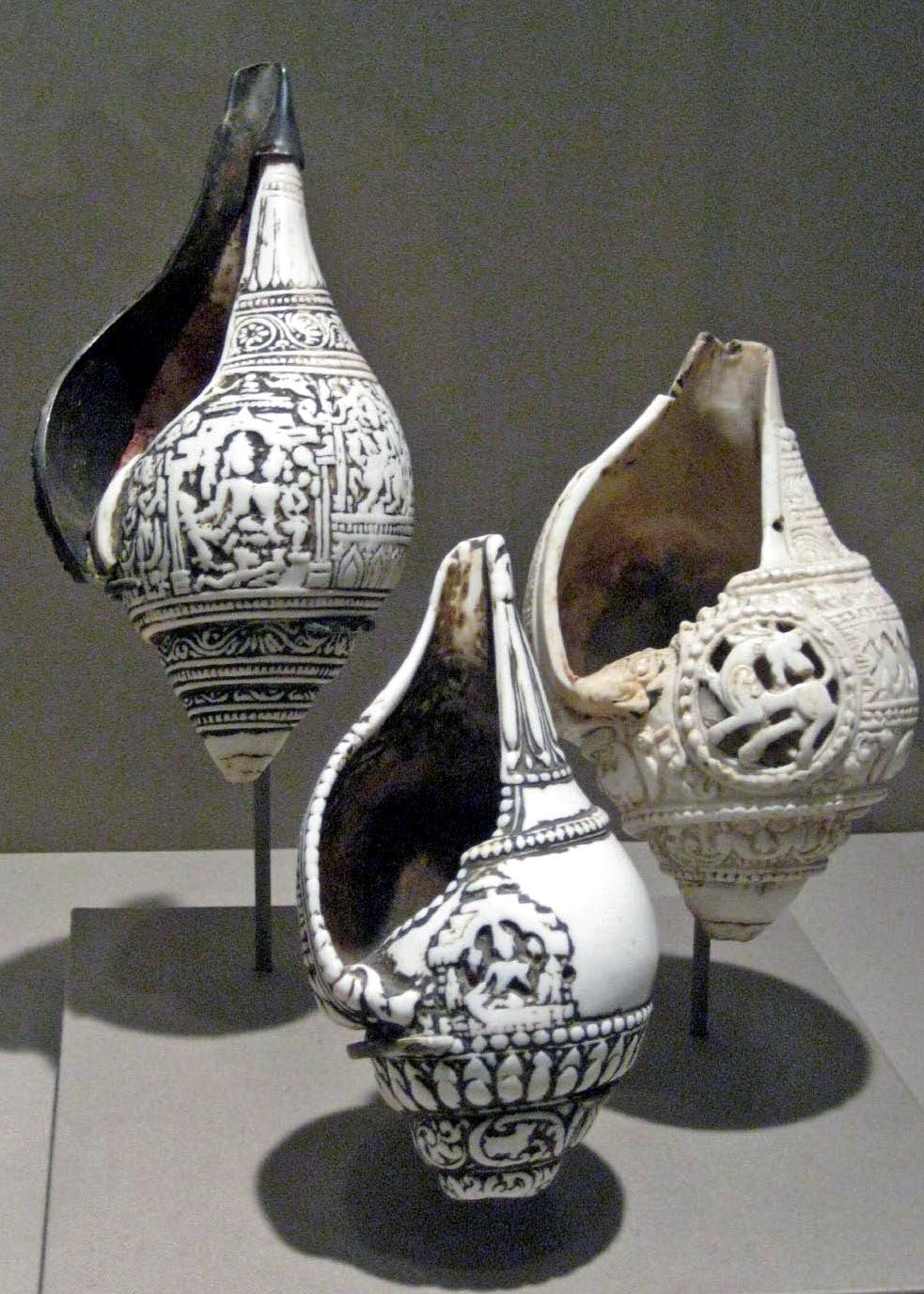
Geschnitzte Shankha

Turbinella pyrum, lange Zeit unter dem Synonym Xancus pyrum bekannt, wird wegen seines Gehäuses gesammelt, das als Schmuck verkauft wird. Insbesondere in Indien wird das teure Gehäuse viel gehandelt. Darüber hinaus wird das Fleisch gegessen. Die Schnecke heißt in Indien Shankha (Sanskrit: शंख, Śaṇkha), englisch Chank.
Das Schneckenhaus der Shankha hat in Indien eine religiöse Bedeutung. Das Schneckenhaus ist ein Symbol für Vishnu und für Lakshmi. Aus dem Gehäuse werden bereits seit mehreren tausend Jahren Schneckentrompeten hergestellt, die meist durch Schnitzerei verziert werden.
Die Schnecke wird traditionell von Tauchern aus dem Meer geholt, die dazu viele Meter tief tauchen müssen. Durch die Aufhebung des Monopols des Bundesstaates Tamil Nadu für die Shankha-Fischerei in den 1990er Jahren ist die Ausbeutung der Schneckenbestände intensiviert worden. Hierzu gehört auch die Aufhebung der Begrenzung zu fischender Schnecken auf mindestens 5,5 cm Gehäuselänge. In den letzten Jahrzehnten hat auch Schleppnetzfischerei an Bedeutung gewonnen. Die Bestände der Schnecke und die durchschnittliche Gehäusegröße haben abgenommen. Durch die Grundschleppnetze sind darüber hinaus weite Teile des Habitats einschließlich des Schneckenlaichs verwüstet worden.
Auf Grund der hohen Nachfrage nach Shankha wird versucht, die Züchtung der Schnecken auszuweiten. Dies ist leichter als bei vielen anderen Schneckenarten, weil keine planktonfressenden Veliger-Larven ernährt werden müssen.